# Nomenia secunda
Nomenia secunda là một loài bướm đêm trong họ Geometridae.